# Domremy-la-Canne
Domremy-la-Canne ist eine französische Gemeinde mit 28 Einwohnern (Stand: 1. Januar 2022) im Département Meuse in der Region Grand Est (vor 2016: Lothringen). Sie gehört zum Arrondissement Verdun, zum Kanton Bouligny und zum Gemeindeverband Damvillers Spincourt.
Umgeben wird Domremy-la-Canne mit den Nachbargemeinden Spincourt im Norden, Dommary-Baroncourt im Osten und Süden, Éton im Südwesten sowie Gouraincourt im Westen.

## Bevölkerungsentwicklung
| Jahr                       | 1962 | 1968 | 1975 | 1982 | 1990 | 1999 | 2006 | 2011 | 2019 |
| Einwohner                  | 64   | 53   | 32   | 32   | 28   | 32   | 32   | 33   | 35   |
| Quellen: Cassini und INSEE |      |      |      |      |      |      |      |      |      |

## Sehenswürdigkeiten
- Kirche Saint-Remi, erbaut im 18. Jahrhundert

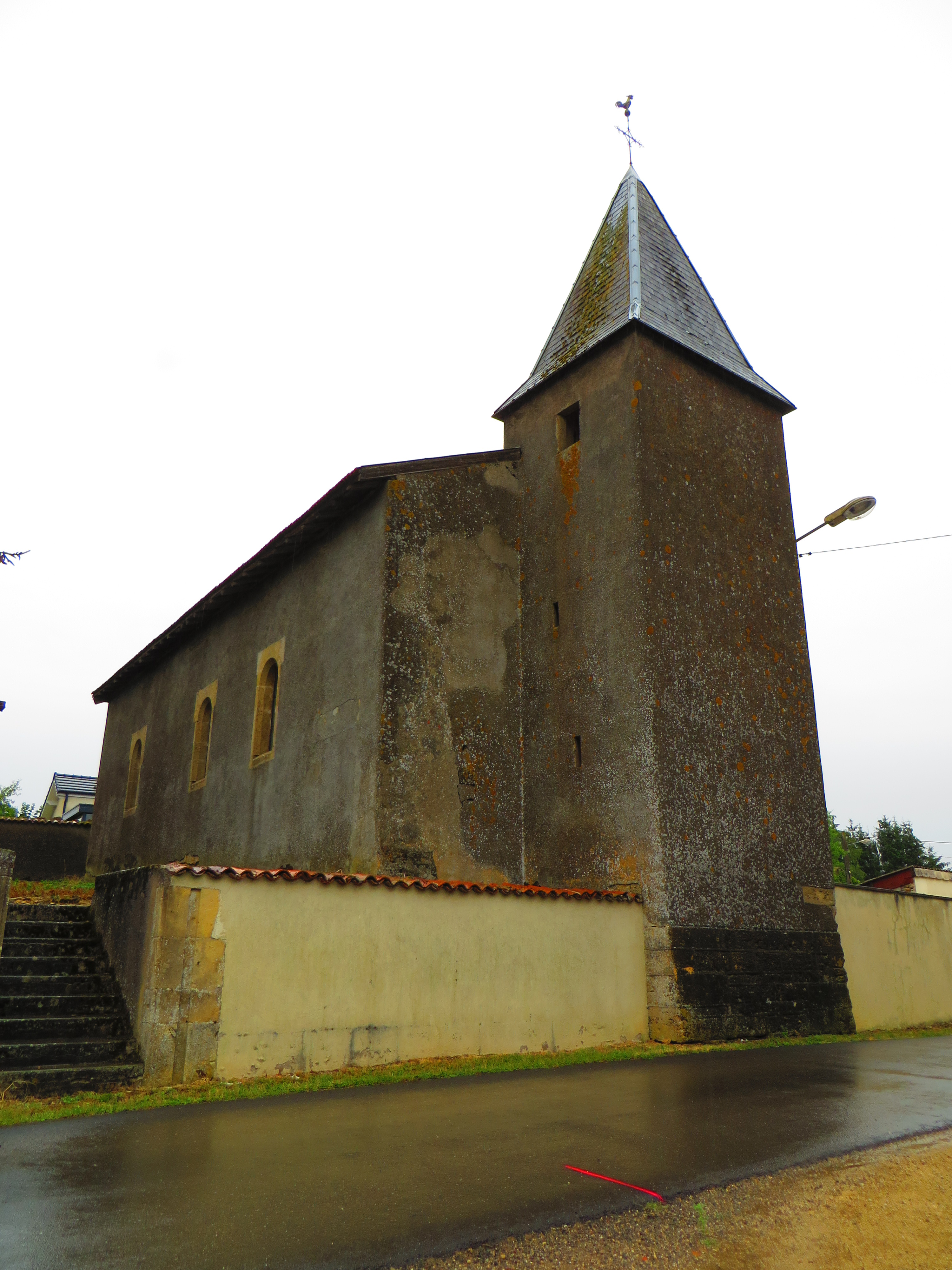
Kirche Saint-Remi